# Chris Morning
 (juillet 2025).
Christopher Zamor, dit Chris Morning, né le 1er septembre 1993 à Port-au-Prince, est un chanteur, auteur-compositeur-interprète, producteur et musicien haïtien. 
Réputé pour son mélange d'humour, de rythmes dancehall et de commentaires culturels, Chris est reconnu pour son approche innovante de la musique haïtienne. Son premier single, « Pa gaspiye m », lui a valu une large reconnaissance grâce à sa critique à la fois humoristique et poignante des enjeux sociétaux. Avec des concerts en Haïti, en République dominicaine et en Floride, Chris s'est imposé comme une voix montante qui redéfinit le dancehall haïtien,.

## Biographie

### Jeunesse et éducation
Christopher Zamor est né le 1er septembre 1993 à Port-au-Prince, en Haïti, à l'Hôpital Canapé Vert. Il a grandi dans un environnement musical riche, fortement influencé par son père, Patrick Zamor, guitariste, auteur-compositeur et musicien de gospel catholique renommé. Patrick a initié Chris au solfège, aux bases du piano et à l'art de la scène,.
L'exposition précoce de Chris aux fêtes privées et aux rassemblements communautaires, où son père se produisait, a jeté les bases de sa passion pour la musique. À sept ans, il a chanté en public pour la première fois lors d'un de ces événements. Plus tard, adolescent, il a rejoint une chorale dirigée par son père, perfectionnant ainsi ses talents vocaux et sa compréhension de l'harmonisation.

## Carrière musicale

### Débuts
Chris a commencé à s'essayer à la production musicale au lycée après avoir découvert FL Studio grâce à un ami. S'inspirant des mélodies de son père et d'artistes tels que Ray Charles, Bob Marley, BélO et MikaBen, Chris a commencé à façonner son son unique, mêlant dancehall, reggae et traditions musicales haïtiennes.
Son premier single, « Pa gaspiye m », abordait avec humour les thèmes du matérialisme et des attentes sociétales. La chanson a connu un succès considérable, faisant de Chris un artiste émergent sur la scène musicale haïtienne.

### Performances remarquables
Chris s'est produit lors d'événements majeurs, notamment :
- Dekonekte au Cap-Haïtien, où il a captivé un public de près de 5 000 personnes[5].
- Des concerts en République dominicaine et en Floride, représentant la musique haïtienne sur les scènes internationales.
- Des concerts dans presque tous les départements d'Haïti, soulignant son immense popularité.

#### Succès en streaming
Chris a dépassé le million d'écoutes sur des plateformes comme Spotify et YouTube, consolidant sa présence numérique et élargissant sa portée mondiale.

### Style artistique et influences
La musique de Chris Morning se caractérise par sa fusion d'humour, d'énergie dancehall et de profondeur philosophique. Il utilise la musique pour aborder des sujets tabous dans la société haïtienne, tels que l'argent, le sexe et l'infidélité, tout en conservant une approche légère et engageante. La philosophie de Chris, résumée dans son mantra « Full Dancehall », vise à faire de la musique un outil de divertissement et de changement social.
Ses influences artistiques incluent :
- Des icônes mondiales comme 50 Cent, Florent Pagny et Damian Marley ;
- Des légendes haïtiennes comme Tabou Combo, MikaBen et Boukman Eksperyans ;
- Un mélange d’autres talents de tous genres, dont Edith Piaf, Chronixx et Michael Jackson.

Chris aspire à propulser le dancehall haïtien sur la scène internationale, afin d’inspirer les générations futures et de donner au genre une identité propre.

## Vie personnelle et héritage
(juillet 2025).
Chris valorise le respect, la collaboration et la famille. Son dévouement à son art reflète son désir de créer une musique qui résonne au-delà des cultures et des générations.
Il souhaite qu’on se souvienne de lui comme de « l’artiste haïtien qui a donné au dancehall haïtien une identité et un nouveau souffle ». À court terme, Chris prévoit de sortir des singles et des EP, avec pour objectif à long terme de produire des albums, d’organiser des concerts et d’établir Chris Morning comme une marque internationale.

## Discographie

### Singles
- 2019 : Pa Gaspiye'm[2]
- 2019 : Pa Bezwen Anpil
- 2022 : Nouvo Jou
- 2023 : 69
- 2023 : Freestyle Pati
- 2023 : Limena
- 2024 : Derechanj
- 2025 : Ofinal
- 2025 : Parapli[6]

### Album studio
- 2021 : YOLA